# Baia di Carlsson
La baia di Carlsson è una baia quasi totalmente ricoperta di ghiaccio e larga circa 5,5 km, in direzione est-ovest, situata sulla costa dell'isola di James Ross, davanti alla costa orientale della penisola Trinity, l'estremità settentrionale della Terra di Graham, in Antartide. La baia, nelle cui acque si getta il ghiacciaio Tait, si trova in particolare nella parte sud-occidentale dell'isola, dove la sua entrata è delimitata dalla scogliera Aye, a nord, e punta Inoceramus, a est.

## Storia
Così come l'intera isola di James Ross, la baia di Carlsson è stata cartografata per la prima volta nel corso della Spedizione Antartica Svedese, condotta dal 1901 al 1904 al comando di Otto Nordenskjöld, e proprio quest'ultimo l'ha battezzata con il suo attuale nome in onore di John Carlsson, un grossista svedese che fu tra i finanziatori della sua spedizione di ricerca.